# Death Magnetic
Death Magnetic (с англ. — «Смертельное притяжение») — девятый студийный альбом американской группы Metallica, вышедший 10 сентября 2008 года в Великобритании, где распространением занималась компания Vertigo, а 12 сентября прошёл мировой релиз. Альбом вышел на лейбле Warner Bros. Records. Альбом стал первой полноценной студийной работой нового бас-гитариста Роберта Трухильо. Продюсером выступил Рик Рубин. Также впервые Metallica выпустила свой альбом под лейблом Warner Bros. Records, хотя они все ещё работают с Warner Music Group, которой принадлежит их предыдущий лейбл — Elektra Records. На пластинку попали 10 композиций из 11 записанных. В 2011 группа выпустила мини-альбом Beyond Magnetic, состоящий из 4 композиций, не вошедших в основной альбом.
Альбом стал первым в своём роде в истории группы, когда каждый из её членов участвовал в написании песен или создавал свою. Также именно в Death Magnetic впервые, после ...And Justice for All, была включена инструментальная композиция (Suicide & Redemption). Кроме того, это первый альбом после «чёрного», в оформлении обложки которого Metallica использовала свой прежний логотип (без обрезанных букв «М» и «А»).
В стремлении воссоздать классическое звучание, Metallica вернулась к настройке гитар А-440 (нота «ля» на частоте 440 герц), которой пользовалась до 1991 года. Во время многолетнего тура с «чёрным» альбомом ради спасения голоса Хэтфилда группе пришлось «спуститься» на полтона — и в будущем такая настройка сохранилась. Теперь же, по велению Рубина, музыкантам пришлось поднапрячься и вернуться к классическому звучанию, в котором, по мнению продюсера, «и есть настоящая жизнь»(Однако на концертах группа использует настройку на полтона ниже).
С 12 мая 2008 года были начаты активная реклама и промоушн альбома. Был открыт специальный сайт, озаглавленный Mission: Metallica, где каждый день публиковались новые материалы из закулисной жизни группы в процессе создания новой пластинки: интервью, фотографии и видеозаписи.
14 июня 2008 года группа обнародовала название своего девятого альбома. В течение недели группа публиковала на своём сайте имя будущей пластинки, начав с букв D и C прибавляя по две буквы в день.

## О названии альбома
Джеймс Хетфилд 16 июля 2008 года так прокомментировал название альбома:

Death Magnetic, по крайней мере название, для меня как воздание должного людям, которые были в нашем бизнесе, как Лэйн Стэйли; многие из них погибли, фактически как некие мученики рок-н-ролла. И отсюда проистекают размышления, размышления о смерти… некоторые люди тянутся к ней, как к магниту, кто-то же боится её и старается прогнать от себя все мысли о ней. И мысль о том, что мы все когда-нибудь умрем, была обсуждена ранее, и больше не поднималась, так как никто не хочет этого; она похожа на большого белого слона в гостиной. Но мы все должны выбрать для себя какую-либо точку зрения.
Оригинальный текст (англ.)Death Magnetic, at least the title, to me started out as kind of a tribute to people that have fallen in our business, like Layne Staley and a lot of the people that have died, basically - rock and roll martyrs of sorts. And then it kind of grew from there, thinking about death... some people are drawn towards it, and just like a magnet, and other people are afraid of it and push away. And the concept that we're all gonna die sometimes is over-talked about and then a lot of times never talked about - no one wants to bring it up; it's the big white elephant in the living room. But we all have to deal with it at some point.

## Процесс написания
16 января 2004 года, фронтмен и ритм-гитарист группы, Джеймс Хетфилд заявил, что у них осталось около 18 песен, не включённых в последний на тот момент времени альбом St. Anger, и что они могут быть переработаны в будущем, если только не будут выпущены «как есть». Также он сказал, что у них есть материал, наигранный во время студийных записей и разогревов, однако тогда речь не шла о новом альбоме.

Хетфилд и Ульрих в процессе написания

12 марта 2004 года барабанщик Ларс Ульрих рассказал о том, что группа подготовила тридцатиминутный джем-сейшен для предстоящего живого выступления, который впоследствии будет записан для последующего сведения. При этом Ларс добавил, что какие-то части из выступления определённо будут использованы в новых записях, когда команда к январю вернётся в студию. Как стало известно позднее, уже к октябрю того же года группа имела около 50 часов импровизационных записей, сотни гитарных риффов, басовых и ударных партий. К 30 сентября 2004 года Launch Radio из интервью с Хетфилдом обнародовала известие о том, что группа собирается к весне 2005 года начать запись нового, девятого, альбома в сотрудничестве с Warner Bros. Records.
10 марта 2006 года было сообщено, что группа собирается использовать следующие шесть месяцев для записи альбомного материала, вдобавок к двум предыдущим, во время которых начали появляться основные черты новой пластинки. К тому времени все члены группы, за исключением гитариста Кирка Хэммета, активно вносили все новые и новые поправки и идеи в альбом, тогда как Кирк был отвлечён беременностью жены.
Ларс Ульрих: «Мы справляемся с процессом создания и записи гораздо лучше, чем с St. Anger».
К 16-му апреля 2006 года Ульрих сообщил, что группа записала «шесть-семь» песен (за исключением вокала), причём часть материала была найдена в записях их предыдущего Madly in Anger with the World Tour. Тогда же он пообещал, что новый альбом будет «возвращением к старой Металлике» и не будет выглядеть как «St. Anger — часть вторая».
20 мая 2006 года Кирк Хаммет поведал новость о том, что группа записала уже 15 композиций и продолжает сочинять по 2-3 песни в неделю. Также Джеймс Хетфилд поблагодарил продюсера Рика Рубина за то, что тот дал группе свободу творчества и свёл давление к минимуму, несмотря на то, что иногда команда переставала сосредотачиваться на процессе записи.
27 мая 2006 года на сайте коллектива появилась видеозапись, рассказывающая о новом альбоме. Ульрих, который возглавлял процесс записи, сказал:

Когда ты в студии, все полагают, что ты или записываешься, или делаешь запись и сведение. Но в последнее время у нас нет разделения между записью и сочинением новых композиций. В случае с St. Anger никто не вносил ничего нового в песню перед записью — все делалось в ту же секунду, мгновенно. Сейчас же мы делаем то, что делали с предыдущими альбомами, — сначала пишем, а потом записываем. Есть лишь одно различие — мы сочиняем во время записи. И раз студия и штаб-квартира — это наш дом, мы пишем в студии.
Оригинальный текст (англ.)If you're in the studio, everybody presumes you're recording or making a record. Last time there was no real separation between the writing process and the recording process. With St. Anger nobody brought in any pre-recorded stuff or ideas; it was just make it up on the spot, be in the moment. So this time we are doing exactly what we did on all the other albums;— first we're writing, then we're recording. The only difference is that we're writing where we record. So we're writing here at HQ because this is our home, we're writing in the studio.

## Процесс записи
17 января 2007 года Ларс Ульрих заявил, что они будут создавать пластинку так, как делали это ранее, до работы с экс-продюсером Бобом Роком; они будут сидеть, отбирать нужное количество песен и лишь потом будут их записывать. Он также процитировал нового продюсера Рика Рубина, который сказал, что не будет требовать от группы записи новых песен до тех пор, пока они не будут готовы на 100 процентов.
Позднее, 5 марта, Ульрих оповестил журналистов и весь музыкальный мир, что группа отобрала 14 песен для записи из возможных 25, и на следующей неделе коллектив приступает к записи. Также он поведал о сути подхода Рубина к делу создания пластинки:

Главная задача Рика — заставить наши тела «запомнить» песни и только после этого, в понедельник, в «Час Икс», сыграть их для записи. Так что ты отбрасываешь творческую составляющую в процессе записи и лишь записываешь пачку песен, которые ты знаешь вдоль и поперек. Это позволяет тебе не тратить много сил на создание, обдумывание, анализирование и исполнение всего материала. Его главная аналогия — процесс записи все больше становится похожим на механизм: заходишь в студию и делаешь своё дело, а все мысли оставляешь за дверью.
Оригинальный текст (англ.)Rick's big thing is to kind of have all these songs completely embedded in our bodies and basically next Monday, on D-Day, just go in and execute them. So you leave the creative element of the process out of the recording, so you go in and basically just record a bunch of songs that you know inside out and upside down, and you don't have to spend too much of your energy in the recording studio creating and thinking and analyzing and doing all that stuff. His whole analogy is, the recording process becomes more like a gig — just going in and playing and leaving all the thinking at the door.

14 марта 2007 года официальный сайт группы опубликовал новость, что группа покидает комфортную штаб-квартиру и отправляется в Лос-Анджелес для записи своего девятого студийного альбома. Это был первый раз, когда группа записывалась не в Bay Area, со времён The Black Album 90-91-х гг. Это было подтверждено опубликованным на Mission: Metallica видео, где было видно, как группа заходит в Sound City Studios of Nirvana fame.
4 июня 2007 года басист группы Роберт Трухильо заявил, что только определённые части из отыгранных впервые в Берлине и Токио песен The New Song и The Other New Song будут включены в альбом. К радости фанатов и любителей группы, Metallica 29 июня 2007 года отыграла The Other New Song ещё раз.
К середине лета, 1 июля, Ларс Ульрих рассказал журналистам, что основы всех композиций уже записаны, однако пока не хватает вокала и сведения записей, что будет сделано к 1-му августа. Упомянув, что альбом скорее всего будет закончен к октябрю-ноябрю 2007 года, он планировал выход альбома к февралю 2008-го, хотя уже в декабре 2007-го журнал Rolling Stone писал, что запись вокала и сведение ещё в процессе. В том же интервью Ульрих сообщил, что песни нового альбома весьма продолжительны.
29 февраля 2008 года стало известно, что, согласно Sterlingsound.com, микшированием, сведением и созданием мастер-диска будет заниматься Тэд Йенсен из Sterling Sound Studios, который подписал контракт, предположительно, в августе 2006 года. Однако имя группы и нового альбома до сих пор не включено в список проектов Тэда. Впрочем, также известно из других источников (Blabbermouth.net), что звукооператор Грэг Фидельмэн также был приглашён для сведения альбома.
К 15-му мая 2008 года было записано 11 песен для нового альбома, однако на пластинку попали лишь 10 в силу технических причин.

## Выпуск
В январе 2008 года журнал Stereo Warning сделал заявление, согласно которому выпуск Death Magnetic откладывается, по крайней мере, до сентября 2008 года, однако менеджмент группы опроверг данное заявление, сказав, что альбом без определённой даты релиза не может быть «отложен».
Релиз альбома, готового уже к 10-му августа 2008 года, был назначен на 12 сентября и был подготовлен в различных вариантах выпуска.
Однако 2 сентября 2008 года парижский магазин начал продажи копий нового альбома, примерно за две недели до мирового релиза, что привело к быстрому его появлению в файлообменных сетях. Данный факт подтолкнул официального распространителя на территории Великобритании Vertigo Records начать продажи за два дня до назначенной даты, то есть 10 сентября. До сих пор неизвестно, будут ли менеджмент группы и Warner Bros. разбирать случай с парижским магазином, однако Ларс Ульрих сказал об этом в интервью радиостанции KITS 105.3 FM:

Послушайте, у нас 10 дней до релиза. Я думаю, что теперь уже, мы в шоколаде. Если действительно эта утечка разойдётся по всему миру, сегодня или завтра, будьте счастливы. Это — счастливые дни. Поверьте мне. Когда 10 дней до выхода,- это уже не имеет значения. Мы ничего не потеряем. Все счастливы. Сейчас 2008 год, и это часть его и это прекрасно. Мы счастливы.
Оригинальный текст (англ.)We're ten days from release. I mean, from here, we're golden. If this thing leaks all over the world today or tomorrow, happy days. Happy days. Trust me. Ten days out and it hasn't quote-unquote fallen off the truck yet? Everybody's happy. It's 2008 and it's part of how it is these days, so it's fine. We're happy.

А позднее USA Today:

По стандартам 2008 года это победа. Если бы кто-нибудь полгода назад сказал бы мне, что у нас произойдет утечка материала за 10 дней до релиза, я бы подписался под этим. Мы сделали замечательную запись, да и люди преуспели в этом деле более, чем кто-либо ожидал.
Оригинальный текст (англ.)By 2008 standards, that's a victory. If you'd told me six months ago that our record wouldn't leak until 10 days out, I would have signed up for that. We made a great record, and people seem to be getting off on it way more than anyone expected.

Запоминающееся событие имело место 15 сентября, когда обозреватель шведского ежедневника Sydsvenskan признался, что он предпочёл нелицензионную копию альбома официальной. Данное интервью в скором времени было убрано с газетных полос, а президент Universal Music Sweden Пер Сандин заявил:

Обозреватель отсылает нас к BitTorrent, где кто-то выложил изменённую версию песен. При этом реценезент четко объясняет, куда должен зайти кто-либо и что должен сделать, чтобы скачать эти файлы, нарушая все законы авторского права. Но это не только нелегальные копии, но и вовсе изменённые песни. К тому же автор говорит, что это именно то, как должен звучать альбом. Однако копирование файлов — незаконно… Здесь нечего обсуждать. Тот факт, что обозреватель Sydsvenskan незаконно скачал альбом, а также после упоминает о незаконном сайте в статье, делает сам факт абсолютно для нас неприемлемым.
Оригинальный текст (англ.)The reviewer is referring to a BitTorrent where someone has altered the original songs. The reviewer explains exactly where one should go in order to download the file that totally infringes on a copyright. It's not only an illegal file, but an altered file. The reviewer also writes that this is how the album should have sounded. File-sharing of music is illegal. Period. There's nothing to discuss. That fact – that Sydsvenskan has a writer that has downloaded this music illegally and then makes mention of an illegal site in his review – is totally unacceptable to us.

В день релиза FMQB транслировал передачу The World Premiere of Death Magnetic, которую ретранслировали более 175 радиостанций в США и Канаде. Также по телевизионным каналам была показана программа в режиме «живого эфира» из штаб-квартиры, в которой приняли участие все участники группы, а также фронтмен группы Foo Fighters Дэйв Грол и барабанщик Тэйлор Хокинс. Изначально рассчитанная на 90 минут, передача длилась два часа.

### Релизные выпуски альбома
- Experience 2

включает в себя возможность официального скачивания альбома (320kbit/s), рингтоны, два живых выступления, два часа фильма о создании альбома, 250 фотографий. А также: эксклюзивный материал из Mission: Metallica, содержащий записи и тексты, в том числе риффы и выдержки из них, фотографии и записи с живых выступлений.
- Experience 3

копию диска Death Magnetic и то же содержимое, что Experience 2.
- Experience 4

выпуск альбома на пяти 180-граммовых виниловых дисках, записанных для проигрывания на скорости 45 оборотов в минуту, в коробке, а также литографию Mission: Metallica, плюс содержимое Experience 2 и 3. Выпущено ограниченным тиражом в 5 000 экземпляров.
- The Box Magnetic

коллекционное издание альбома в белой упаковке в форме гроба, выполненной в трёх различных размерах на выбор (M, L, XL), в котором находится CD Death Magnetic в картонной коробке, дополнительный CD с демоверсиями песен, DVD с фильмами о создании альбома, которые не вошли в издание Mission: Metallica, футболка с логотипом и надписью Death Magnetic, флаг, медиаторы, плакат с изображением гроба и членов группы, а также эксклюзивная кредитная карта с кодом для скачивания представления в Европе в сентябре. Выпуск был издан тиражом в 2 000 экземпляров.

### Альбом в сети
В противоположность своей прежней борьбе с онлайн-распространением, нынешний альбом группы доступен для прослушивания на официальном сайте.

### Появление первых песен
В течение тура Escape from the Studio '06 группа представила на выступлениях две новые песни: The New Song, The Other New Song.
The New Song впервые была исполнена во время европейского концерта в Берлине 6 июня 2006 года. Песня была длиной в восемь минут, и фанаты дали ей название Death Is Not the End, согласно фразе, которую Хетфилд часто повторял во время исполнения. Позднее эта песня появилась в видео разделе сайта Mission: Metallica, исполненная в более медленном темпе и с недостатком текста.
The Other New Song дебютировала в Токио, 12 августа, 2006 года, и была гораздо короче — всего около 4-х минут.
Ни одна из «новых песен» в оригинале не появилась в альбоме, однако The End of the Line и All Nightmare Long содержат части The New Song.
А во время Ozzfest в Далласе, 9 августа 2008 года, группа исполнила песню Cyanide, и 22 августа на Leeds Festival команда представила композицию The Day That Never Comes.

### Премьера в играх
В октябре 2007 года в интервью с разработчиками Rock Band стало известно, что группа передала права на использование сингла The Day That Never Comes компании MTV Games (издателю Rock Band).
Позднее, 14 июля 2008 года, на конференции Microsoft E3 было сообщено, что в игре Guitar Hero III: Legends of Rock может быть использован весь альбом в качестве игрового контента. Такие же права распространяются и на новую игру из серии Guitar Hero — Guitar Hero World Tour.

## Список композиций
Слова и музыка всех песен — Хэтфилд, Ульрих, Хэмметт и Трухильо.
| №                   | Название                   | Длительность |
| ------------------- | -------------------------- | ------------ |
| 1.                  | «That Was Just Your Life»  | 7:08         |
| 2.                  | «The End of the Line»      | 7:53         |
| 3.                  | «Broken, Beat & Scarred»   | 6:25         |
| 4.                  | «The Day That Never Comes» | 7:56         |
| 5.                  | «All Nightmare Long»       | 7:57         |
| 6.                  | «Cyanide»                  | 6:37         |
| 7.                  | «The Unforgiven III»       | 7:49         |
| 8.                  | «The Judas Kiss»           | 8:00         |
| 9.                  | «Suicide & Redemption»     | 9:56         |
| 10.                 | «My Apocalypse»            | 5:00         |
| Общая длительность: | Общая длительность:        | 74:41        |

## Отзывы об альбоме
В интервью в 2007 году журналу Rolling Stone барабанщик группы Velvet Revolver Мэтт Сорум поведал журналистам своё впечатление от ещё не законченных песен.

Ларс — мой хороший друг. Он поставил мне демо-версии из Сан-Франциско, и я посмотрел на него и сказал: «Отдавайте это в мастеринг и выпускайте!». Это безумно. Демо были очень классными. Песни по восемь минут, все эти смены ритма, безумно быстрые. Это как «Чувак, [говорят] когда стареешь, не сбавляй темпа. Но не ускоряться же?! Как ты будешь играть это вживую?». А потом мы с Ларсом всю ночь гуляли, а утром он должен был идти в студию и делать эту тупую девяти-десятиминутную песню, и я угорал над ним, потому что он включал мне демо этой песни и она была (изображает очень быструю партию ударных) вот такой быстрой. Я ему позвонил и спросил: «Чувак, как самочувствие?» А он мне: «Чувак, всё болит.» Они всё пишут на плёнку, никаких Pro Tools — вживую, без кликов.
Оригинальный текст (англ.)Lars is a good friend of mine. He played me the demos from San Francisco, and I turned and looked at him and I said, 'Master that shit and put it out.' It's ridiculous. The demos were sick. Eight-minute songs, all these tempo changes, crazy fast. It's like, 'Dude, don't get slower when you get older, but don't get faster!? How are you gonna play this live?' And then me and Lars were out partying all night, and he had to go in the studio the next day and do this stupid like nine- or ten-minute song, and I was laughing at him — because he played me the demo of it, and it was [sings really fast drum part], so fast. I called him, and said, 'Dude, how are you feeling?' He was like, 'Dude, I'm hurting.' They're cutting everything to tape, no fuckin' Pro Tools — live, no clicks.

Первый сингл альбома The Day That Never Comes, по словам группы, должен был напоминать их легендарный сингл One, который в 90-м был номинирован на премию Грэмми. Журнал Rock Sound, в свою очередь, нашёл сходство с творчеством группы Thin Lizzy. Также группа вернулась к своему традиционному многослойному звучанию с продолжительными гитарными соло, напоминая ...And Justice for All, отказавшись от концепции построения песен из St. Anger.
Thrash Hits стал первым журналом, вместе с The Quietus, который высказали своё мнение относительно Death Magnetic, соглашаясь в том, что это огромный шаг вперёд относительно St. Anger. Metal Hammer отметил в звучании нового альбома «остро отточенные риффы», а также «нестандартные гремящие ритмы», а также сравнил около 6 треков с пластинки с творчеством других групп, включая Slayer, Led Zeppelin и даже Rage Against the Machine.
Death Magnetic был встречен хвалебными отзывами со стороны фанатов и критиков как возвращение команды к традиционному звучанию после фактически провального St. Anger. Барабанщик группы Dream Theater Майк Портной отозвался об альбоме как о без сомнения лучшем за 20 последних лет творчества группы. «Я ждал этот диск со времён ...And Justice for All. И спасибо им за первую инструментальную композицию со времён To Live Is to Die. С возвращением, ребята».
Однажды, во время пребывания группы в европейском турне 2008 года, треть менеджмента Q Prime потребовала от части журналов, сайтов и блогов прекратить обсуждение альбома, не обосновав свой запрос. Однако когда группа вернулась в США и узнала о произошедшем, команда была недовольна действиями менеджмента, а Ларс Ульрих разослал всем пострадавшим коллективам письмо с извинениями.
7 февраля 2009 года, своё мнение об альбоме «Death Magnetic» в интервью сайту MTV’s HeadbangersBlog.com высказал фронтмен группы Slayer Том Арайя. Отвечая на вопрос журналиста, что он думает о последнем альбоме Metallica:

Я думаю, Death Magnetic был для Metallica попыткой заново открыть себя, но они создали его постепенно, по кусочкам, так же как и St. Anger, который был записан кусками. У них получились действительно клёвые риффы, но соединили они их «неправильно» (смеётся). Эти песни, они начинаются и… Длинные они, короче. Они длятся все по семь-восемь минут. Для меня, восемь минут риффования — это просто невыносимо, понимаете?!.. Есть, правда, действительно хорошие риффы — во всех песнях альбома. Та вещица, которую я заставил себя прослушать полностью, также включала несколько хороших риффов. И мне кажется, что если вы выкинете все отстойные моменты из неё и оставите только хорошие, то можете получить действительно классную песню. И это те мысли, которые меня посещают, когда я прослушиваю восьмиминутную композицию. Мне кажется… что это чересчур.
Оригинальный текст (англ.)I think this was [METALLICA's] attempt at rediscovering themselves, but they did it in pieces, just like 'St. Anger' [2003] was in pieces. They had really cool riffs, but they put the wrong riffs together. [Laughs] The songs, they start and… They're long songs. They're all like seven or eight minutes long. To me, eight minutes of riffness — it's just a lot to take in, you know what I mean?! . . . There's some really good riffs in all those songs on the new album. That one song that I had to force myself to listen to completely had some really good riffs in it. And I thought, 'If you get rid of all the other ones that suck and put together the good riffs, you might have a really cool song.' And that's what I hear when I hear eight minutes of music. I hear… It was just too much.

### Критика качества
Альбом часто критиковали за посредственное звучание и «крайнюю степень искажения», поскольку, согласно высказыванию журналиста из The Guardian Сина Майкла, между звукозаписывающими компаниями идёт «война громкости», когда каждый альбом стараются записать как можно громче. Однако фанаты говорят, что в версии альбома для Guitar Hero нет подобных проблем со звучанием. MusicRadar и Rolling Stone цитируют высказывание звукооператора Тэда Йенсена, который сказал, что записи пришли к нему не поддающимися изменению. Также журналы ссылаются на составленную фанатами петицию с просьбой свести альбом заново или создать новый мастер-диск.

## Продажи
Альбом Death Magnetic дебютировал в Billboard 200 и чарте Великобритании на первом месте, разойдясь в первые три дня числом более чем в 490 тысяч копий. Это позволило Metallica стать первой в истории группой, чей альбом наибольшее количество раз занимал первое место в биллборде в день релиза, обогнав The Beatles, U2 и The Dave Matthews Band. Также Death Magnetic стал самым быстрораспродаваемым в США альбомом группы со времён Load 1996 года.
Согласно журналу Billboard Magazine новая пластинка к 20 сентября обосновалась на первых строчках девяти популярнейших чартов: Billboard Top 200, Billboard Comprehesive Albums, Top Rock Albums, Top Hard Rock Albums, Top Modern Rock/Alternative Albums, Top Digital Albums, Top Internet Albums, Tastemakers и Hot Mainstream Rock Tracks (The Day That Never Comes).
Также в первую неделю онлайн-продаж было продано около 60 000 копий диска.
28 июня Death Magnetic был официально признан Американской ассоциацией звукозаписывающей индустрии дважды платиновым..

## Участники записи
Группа
- Джеймс Хэтфилд — ритм-гитара, вокал
- Ларс Ульрих — ударные
- Кирк Хэмметт — соло-гитара
- Роберт Трухильо — бас-гитара

Приглашённый музыкант
- Майк Митчелл — фортепиано в The Unforgiven III

Продюсирование
- Рик Рубин — продюсер
- Грэг Фидельмэн — микширование, сведение
- Эндрю Шэпс — микширование, сведение
- Тэд Йенсен — создание мастер-диска

## Позиция в чартах
| Чарт (2008)                           | Высшая позиция |
| ------------------------------------- | -------------- |
| Аргентина (CAPIF)                     | 1              |
| Австралия (ARIA)                      | 1              |
| Австрия (Ö3 Austria)                  | 1              |
| Бельгия/Фландрия (Ultratop)           | 1              |
| Бельгия/Валлония (Ultratop)           | 2              |
| Бразилия (ABPD)                       | 4              |
| Канада (Canadian Albums Chart)        | 1              |
| Хорватия (IFPI)                       | 1              |
| Czech Republic Albums (IFPI)          | 1              |
| Дания (Hitlisten)                     | 1              |
| Финляндия (Suomen virallinen lista)   | 1              |
| Франция (SNEP)                        | 1              |
| Германия (Offizielle Top 100)         | 1              |
| Греция (IFPI)                         | 1              |
| Венгрия (MAHASZ)                      | 2              |
| Ирландия (IRMA)                       | 1              |
| Италия (Classifica album)             | 1              |
| Japanese Albums (Oricon)              | 3              |
| Мексика (Top 100 Mexico)              | 1              |
| Новая Зеландия (RMNZ)                 | 1              |
| Норвегия (VG-lista)                   | 1              |
| Польша (ZPAV)                         | 1              |
| Португалия (AFP)                      | 1              |
| Испания (PROMUSICAE)                  | 2              |
| Швеция (Sverigetopplistan)            | 1              |
| Швейцария (Schweizer Hitparade)       | 1              |
| Великобритания (UK Albums Chart)      | 1              |
| США (Billboard 200)                   | 1              |
| US Top Rock Albums                    | 1              |
| US Top Hard Rock Albums               | 1              |
| US Top Modern Rock/Alternative Albums | 1              |

## Сертификации и продажи
| Регион | Сертификация  | Продажи                 |
| --- | ------------- | ----------------------- |
| Аргентина (CAPIF) | Платиновый    | 40 000^                 |
| Австралия (ARIA) | 2× Платиновый | 140 000^                |
| Бельгия (BEA) | Платиновый    | 30 000*                 |
| Бразилия (ABPD) | Золотой       | 30 000*                 |
| Канада (Music Canada) | 4× Платиновый | 320 000^                |
| Дания (IFPI Danmark) | 2× Платиновый | 60 000^                 |
| Финляндия (Musiikkituottajat) | 2× Платиновый | 79,415                  |
| Франция (SNEP) | Золотой       | 75 000*                 |
| ССАГПЗ (IFPI Middle East) | Платиновый    | 6000*                   |
| Германия (BVMI) | 5× Золотой    | 500 000                 |
| Греция (IFPI Greece) | Платиновый    | 15 000^                 |
| Венгрия (Mahasz) | Платиновый    | 6000^                   |
| Ирландия (IRMA) | Платиновый    | 15 000^                 |
| Италия · sales in 2008 | —             | 60,000                  |
| Япония (RIAJ) | Золотой       | 100 000^                |
| Мексика (AMPROFON) | Золотой       | 40 000^                 |
| Новая Зеландия (RMNZ) | Платиновый    | 15 000^                 |
| Норвегия | —             | 64,000                  |
| Польша (ZPAV) | Бриллиантовый | 100 000                 |
| Португалия (AFP) | Платиновый    | 20 000^                 |
| Россия (NFPF) | 3× Платиновый | 60 000*                 |
| Испания (PROMUSICAE) | Золотой       | 40 000^                 |
| Швеция (GLF) | 2× Платиновый | 80 000^                 |
| Швейцария (IFPI Switzerland) | Платиновый    | 30 000^                 |
| Турция (Mü-Yap) | Золотой       | 5000*                   |
| Великобритания (BPI) | Платиновый    | 300,000 / 330,398       |
| США (RIAA) | 2× Платиновый | 2,000,000 ^ / 2,100,000 |
| Итого |               |                         |
| Европа (IFPI) | Платиновый    | 1 000 000*              |
| * Данные о продажах приведены только на основе сертификации. · ^ Данные о тиражах приведены только на основе сертификации. · Данные о продажах + прослушиваниях приведены только на основе сертификации. |               |                         |